# Feestdagen in Frankrijk

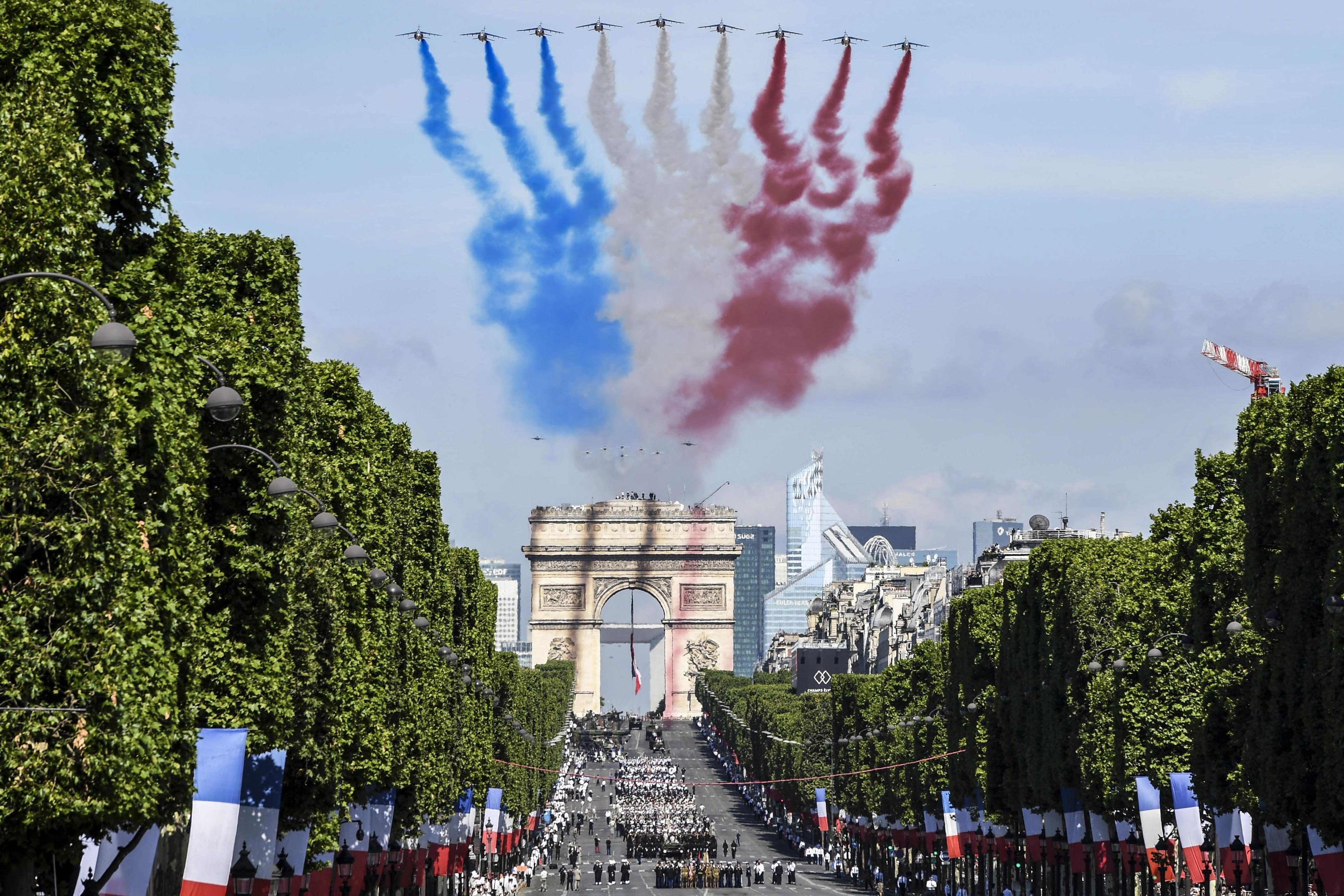
Viering ter nagedachtenis van de Bestorming van de Bastille in 2017.

Deze pagina geeft een overzicht van feestdagen in Frankrijk.

## Nationale feestdagen
| Datum    | Soort feest                                     | Soort feest in het Frans            |
| -------- | ----------------------------------------------- | ----------------------------------- |
| 1 jan.   | Nieuwjaarsdag                                   | Geen bijschrift                     |
| Varieert | Paasmaandag                                     | Lundi de Pâques                     |
| Varieert | Hemelvaartsdag                                  | Jour de l'Ascension                 |
| Varieert | Pinkstermaandag                                 | Lundi de Pentecôte                  |
| 1 jan.   | Nieuwjaarsdag                                   | Jour de l'An                        |
| 1 mei    | Dag van de arbeid                               | Fête de travail                     |
| 8 mei    | Feest van de overwinning (Wapenstilstand, 1945) |                                     |
| 14 juli  | Nationale Feestdag                              | Fête Nationale ('quatorze juillet') |
| 15 aug.  | Maria Hemelvaart                                | Marie l'Assomption                  |
| 1 nov.   | Allerheiligen                                   | Toussaint                           |
| 11 nov.  | Wapenstilstand (1918)                           | Jour de l'Armistice                 |
| 25 dec.  | Kerstfeest (eerste kerstdag)                    | Noël                                |
| 31 dec.  | Oudjaarsdag (oudjaarsavond)                     |                                     |

## (Andere) R.K.-feestdagen
| Datum  | Soort feest            | Soort feest in het Frans |
| ------ | ---------------------- | ------------------------ |
|        | Goede Week             | Semaine Sainte           |
|        | Goede Vrijdag          | Vendredi-Saint           |
| 8 dec. | Onbevlekte Ontvangenis | Immaculée Conception     |

## Lokale feestdagen
Hieronder een onvolledig overzicht van lokale feestdagen, ingedeeld naar regio.

### Elzas & Vogezen
| Datum       | Soort feest   | Soort feest in het Frans |
| ----------- | ------------- | ------------------------ |
| Maart/April | Goede Vrijdag | Vendredi Saint           |
| 26 dec.     | H. Stefanus   | Saint-Étienne            |

### Languedoc-Roussillon
| Datum         | Feest               | Opmerkingen                                       |
| ------------- | ------------------- | ------------------------------------------------- |
| januari-maart | Carnaval van Limoux | Gedurende 6 weken het langste carnaval ter wereld |
| mei-juni      | Feria de Nîmes      | Pinksteren                                        |
| medio juli    | Feria de Céret      |                                                   |
| augustus      | Feria de Collioure  | 4 dagen rondom 15 augustus                        |

- In Roussillon (het Franse Catalonië) vinden in de Lijdensweek veel vieringen plaats, zowel in als buiten de kerken. Vooral in Perpignan is de processie op Goede Vrijdag een hoogtepunt.

### Midi-Pyrénées
| Datum   | Feest                                                        | - |
| ------- | ------------------------------------------------------------ | --- |
| mei     | Fêtes du Papogay Rieux-Volvestre:                            | Eerste zondag in mei. Een feest dat drie dagen duurt, vrijdag (eind van de middag), zaterdag en zondag. Het hoogtepunt is 's zondags: le tir au Papogay (boogschieten).         |
| 24 juni | Sint Jansfeest (Saint Jean) Daumazan en omliggende gemeenten | Feest, eind juni (in Daumazan op de zaterdagavond, die het meest dicht bij 23/24 juni valt) St. Jan valt op 24 juni; het Sint Jansfeest wordt normaal de avond tevoren gevierd. |
| juli    | Fête locale Saint-Ybars                                      | Medio juli |
| aug.    | Fête locale (Saint-Laurent) Carbonne                         | Eerste zondag in augustus: |
| aug.    | Fête locale Montbrun-Bocage                                  | Na 15 augustus - zaterdag, zondag, maandag |
| sept.   | Fête locale le Mas-d'Azil                                    | Eerste zondag in september. Feest Mas-d'azil |
| sept.   | Fête locale (Saint-Maurice) Mirepoix                         | Derde zondag in september |

### Rhône-Alpes
| Datum      | Feest                     | Opmerkingen                                                                                            |
| ---------- | ------------------------- | --- |
| 8 december | Fête des lumières in Lyon | Op de dag van de Onbevlekte Ontvangenis van Maria wordt de stad Lyon in verschillende kleuren verlicht |

## Fête de la Musique France
Een andere feestdag is het Fête de la Musique France, een muziekfeest dat in heel Frankrijk ieder jaar wordt gevierd op de langste dag van het jaar (21 juni), soms enkele dagen eerder of later. In veel gemeenten in Frankrijk wordt een speciale muziekpresentatie gegeven. Vooral in de grote steden, waar op meerdere plaatsen muziek wordt gemaakt, kan dat nog weleens tot spektakels leiden. Zo heeft men in Parijs eens op de meest bizarre plaatsen gemusiceerd. Niet alleen op pleinen en straten, maar ook in postkantoren, hotels, scholen, universiteiten, ziekenhuizen en gevangenissen. Tweeëntwintig uur lang voer een péniche op de Seine, waarop gemusiceerd werd.
Albanië ·
Andorra ·
Armenië ·
Azerbeidzjan ·
België ·
Bosnië en Herzegovina ·
Bulgarije ·
Cyprus ·
Denemarken ·
Duitsland ·
Estland  ·
Finland ·
Frankrijk ·
Georgië ·
Griekenland ·
Hongarije ·
Ierland ·
IJsland ·
Italië ·
Kazachstan ·
Kosovo ·
Kroatië ·
Letland ·
Liechtenstein ·
Litouwen ·
Luxemburg ·
Malta ·
Moldavië ·
Monaco ·
Montenegro ·
Nederland ·
Noord-Macedonië ·
Noorwegen ·
Oekraïne ·
Oostenrijk ·
Polen ·
Portugal ·
Roemenië ·
Rusland ·
San Marino ·
Servië ·
Slovenië ·
Slowakije ·
Spanje ·
Tsjechië ·
Turkije ·
Vaticaanstad ·
Verenigd Koninkrijk ·
Wit-Rusland ·
Zweden ·
Zwitserland